# Symphonie no 3 de Spohr
Pour les articles homonymes, voir Symphonie no 3.
La Symphonie no 3 en ut mineur est une symphonie de Louis Spohr. Composée en 1828, elle fut créée la même année à Cassel.

## Analyse de l'œuvre
1. Andante grave
2. Larghetto
3. Scherzo
4. Finale - Allegro